# Louis Cuvelier
Pour les articles homonymes, voir Cuvelier.
Louis Cuvelier, né à Etterbeek le 9 avril 1869 et mort après 1906, est un peintre belge de paysages. Il est également aquarelliste et dessinateur d'affiches.

## Biographie

### Famille
Louis Cuvelier, né à Etterbeek le 9 avril 1869, est le fils de Jean Baptiste Marie Cuvelier (1840), employé de l'État, puis chef de division à la Cour des Comptes, natif de Bruxelles, et de Célestine Marie Joséphine Parfondevaux (1846-1900), native d'Ixelles, mariés le 14 février 1865 à Schaerbeek.

### Carrière
En 1893, Louis Cuvelier devient l'un des quinze fondateurs du cercle d'art Le Sillon. Dès la première exposition annuelle du cercle, en 1893, il domine le groupe entier par la qualité de ses dessins. Lorsqu'il expose au troisième salon du Sillon en 1895, Émile Verhaeren estime que les dessins de Louis Cuvelier sont d'un style très pur et profond dans leur simplicité, et que l'artiste, depuis ses débuts pourtant récents a réalisé les progrès les plus marquants.
Lors de l'organisation de l'Exposition internationale de Bruxelles de 1897, il participe au concours institué pour la création d'un timbre-poste en l'honneur de l'événement et obtient un troisième prix d'une valeur de 250 francs.
Après 1895, la présence de Louis Cuvelier aux salons du Sillon n'est plus documentée. En revanche, en janvier 1896, il expose au premier Salon d'Art idéaliste, cercle artistique fondé deux mois auparavant par Jean Delville. L'objectif de ce nouveau groupe est de provoquer en Belgique une renaissance esthétique, à l'image de la Rose-Croix esthétique en s'écartant des écoles naturalistes, réalistes, impressionnistes et luministes,.
En juin 1901, il est présent à la 11e exposition internationale et triennale du Cercle artistique et littéraire de Namur. Il est également affichiste : de 1897 date L'Œuvre au grand air pour les petits au Palais de la Bourse.
Après 1906, année où il est cité comme artiste peintre domicilié à Etterbeek dans l'acte de mariage de son frère Charles, sa vie et sa carrière ne sont plus documentées.

## Œuvre

### Caractéristiques
Paysagiste, reconnu pour la qualité de ses dessins et leur pureté, Louis Cuvelier est également aquarelliste et dessinateur d'affiches.

### Expositions
- Exposition du cercle Le Sillon (I) de 1893 : Gerbe d'iris[9].
- Exposition du cercle Le Sillon (II) de 1894 : Vaches au pâturage et Cheval de halage[10].
- Salon de Gand de 1895 : Portrait de Melle de C.[11].
- Exposition du cercle Le Sillon (III) de 1895 : Orchidea et Pour les anges (dessins)[3].
- Salon d'Art idéaliste (I) de janvier 1896, galerie Saint-Luc à Bruxelles[6].
- Exposition internationale et triennale du Cercle artistique et littéraire de Namur (XI) en juin 1901[7].
- Salon des beaux-arts en juillet 1904 : un paysage[12].